# Томашівський повіт (Люблінське воєводство)
Томашівський повіт (пол. powiat tomaszowski) — один з 20 земських повітів Люблінського воєводства Польщі. Утворений 1 січня 1999 року внаслідок адміністративної реформи.

## Загальні дані
Повіт знаходиться у південній частині воєводства.
Адміністративний центр — місто Томашів.
Станом на 1.01.2008 населення становить 87 484 осіб, площа 1488,92 км².

## Демографія
Демографічні дані повіту станом на 30.06.2005:
|       | Всього | Всього | Жінки  | Жінки | Чоловіки | Чоловіки |
| ----- | ------ | ------ | ------ | ----- | -------- | -------- |
|       | осіб   | %      | осіб   | %     | осіб     | %        |
| Повіт | 89 172 | 100    | 45 148 | 50,6  | 44 024   | 49,4     |
| Міста | 22 563 | 100    | 11 779 | 52,2  | 10 784   | 47,8     |
| Села  | 66 609 | 100    | 33 369 | 50,1  | 33 240   | 49,9     |

## Історія
Новопосталою польською владою колишній Томашівський повіт Люблінської губернії і Холмської губернії) з переважним українським населенням 14 серпня 1919 року включений до новоутвореного Люблінського воєводства.
За офіційним переписом населення Польщі 10 вересня 1921 року населення повіту становило 92 809 осіб (44 558 чоловіків та 48 251 жінка), налічувалося 14 243 будинків. Розподіл за релігією: 57 869 римо-католиків (62,35 %), 22 389 православних (24,12 %), 12 154 юдеїв (13,10 %), 386 греко-католиків (0,42 %), 11 євангельських християн (0,01 %). Офіційний розподіл за національністю: 77 626 поляків (83,64 %), 8063 українців (8,69 %), 7062 євреї (7,61 %), 58 осіб інших національностей (0,06 %).
1 січня 1923 р. до повіту приєднана ґміна (волость) Майдан Сопітський (за винятком сіл Довгий Кут, Гамерня, Ізбиці, Сідлиська і Станіславів), яка була вилучена з Білґорайського повіту.
1 квітня 1929 р. село Лущач передане з ґміни Терноватка до ґміни Майдан Сопітський, а також розширені межі міста Томашів за рахунок приєднання села Пасічне з млином Пасічне і млинським селищем Малки з ґміни (волость) Пасіки та села Шнури з ґміни Майдан-Горішній.
1 жовтня 1931 р. колонія Борсук передана з ґміни Телятин Томашівського повіту до ґміни Мірче Грубешівського повіту.
1 квітня 1936  р. до міста Томашів передані фільварок Рогізьно з громади Рогізьно ґміни Пасіки і фільварок Лащувка № 2 з громади села Лащувка сільської ґміни Майдан Горішній.
Відповідно до договору про радянсько-польський кордон 1945 року, Томашівський повіт, як і вся Холмщина, відійшов до Польщі. 9 вересня 1944 року в Любліні за вказівкою верховної радянської влади було укладено угоду між Польським комітет національного визволення та урядом УРСР, що передбачала польсько-український обмін населенням. З 15 жовтня 1944 по серпень 1946 року в Україну з Томашівського повіту було депортовано 40 742 особи (з 40 907 взятих на облік до виселення).
Втім, як пізніше з'ясувалося деяким українцям вдалося уникнути переселення, тому в 1947 році польська комуністична влада почала готувати вже нову депортацію, відому як операція «Вісла». За польськими підрахунками станом на 1 серпня 1947 року в повіті налічувалося 8876 українців (2352 родини), які підлягали виселенню в північно-західні воєводства. З 16 червня до 15 липня 1947 року під час операції «Вісла» польська армія виселила з Томашівського повіту на приєднані до Польщі північно-західні терени 6504 українців. Ще 39 невиселених українців підлягали виселенню.